# Berthold Auerbach
Berthold Auerbach (28 de febrero de 1812 - 8 de febrero de 1882) fue un poeta y autor judeo-alemán fundador de la "novela de tendencia" alemana, en la que la ficción se utiliza como un medio para influir en la opinión pública sobre cuestiones sociales, políticas, morales y religiosas. 

## Biografía
Moses (Moyses) Baruch Auerbach nació en Nordestetten (ahora Horb am Neckar) en el Reino de Wurtemberg. Asistió a la Eberhard-Ludwigs-Gymnasium Stuttgart. Fue destinado al ministerio, pero después de estudiar filosofía en Universidad de Tubinga, Universidad de Múnich y la Universidad de Heidelberg, y separado de la ortodoxia judía por el estudio de Baruch Spinoza, se dedicó a la literatura. Mientras estudiaba en Heidelberg y bajo el seudónimo de "Theobald Chauber", hizo una biografía de Federico II el Grande (1834-1836).
Otra publicación fue Das Judentum und die neuste Litteratur (Judaísmo y literatura reciente; 1836), y debía ser seguida por una serie de novelas basadas en la historia judía. De esta serie prevista publicó, con considerable éxito, Spinoza (1837) y Dichter und Kaufmann (Poeta y comerciante; 1839). Su romance sobre la vida de Spinoza puede leerse como una novela o como una biografía. En 1841, hizo una traducción de las obras de Spinoza. 
En 1842, escribió Der gebildete Bürger (El ciudadano educado), un intento de popularizar temas filosóficos.
Pero la fama y la popularidad le llegaron después de 1843, cuando comenzó a escribir sobre la vida de la gente común, que forma el tema de sus obras más conocidas. Ese año publicó Schwarzwälder Dorfgeschichten (Historias del pueblo de la Selva Negra; 1843), que fue su primer gran éxito, ampliamente traducido, y que expresa con un realismo comprensivo los recuerdos y las escenas de la juventud. En sus últimos libros, de los cuales Artículo en inglés  Auf der Höhe (En las alturas; 1865) es quizás el más característico, y ciertamente el más famoso, reveló una percepción inigualable del alama de la gente del campo del sur de Alemania, y especialmente de los campesinos de la Selva Negra y de los Alpes Bávaros.  Sus descripciones son notables por su realismo fresco, estilo elegante y humor. Además de estas cualidades, sus últimos libros están marcados por gran sutileza de análisis psicológico. Auf der Höhe se publicó por primera vez en Stuttgart en 1861 y se ha traducido a varios idiomas. 
Auerbach murió en Cannes poco antes de su cumpleaños número 70. Su vida transcurrió sin incidentes, aunque amargada por el crecimiento del Antisemitismo alemán. 

## Trabajos
- Schwarzwälder Dorfgeschichten (Historias del pueblo de Selva Negra; 1843)
- Barfüssele (1856)
- Edelweiss (1861)
- Joseph im Schnee (Joseph en la nieve; 1861)
- Das Landhaus am Rhein (Una casa de campo en Rin; 1869)
- Waldfried (1874) extrae inspiración literaria de la unidad alemana y de la Guerra franco-prusiana.
- Nach dreissig Jahren (1876)
- Der Forstmeister (1879)
- Brigitta (1880)
- Briefe an seinen Freund J. Auerbach (Cartas a su amigo J. Auerbach; posterior, con un prefacio por Artículo en inglés  Friedrich Spielhagen, 2 vols., (1884)